# Liste von Modestilen
Diese Listen beinhaltet Stile von Kleidermoden nach Name und nach Epoche. Ein Kleidungsstil gilt als Mode, wenn er von einer größeren Gruppe einer Gesellschaft angenommen worden ist.
In dieser Liste ist keine Mode nach Geschlecht, nach Altersgruppe (zum Beispiel Jugendmode), Konfektionsgröße und Ort bzw. Institution (z. B. Schul- oder Polizeimode) enthalten. Einzelne Kleidungsstücke sind darin nicht vertreten.

## Liste nach Epochen
| Name                                                            | Bild | Entstehung und Hintergrund | Beschreibung |
| --------------------------------------------------------------- | ---- | --- | --- |
| Kleidung in der Ur- und Frühgeschichte                          |      | Kleidung, die in der Ur- und Frühgeschichte getragen wurde. | |
| Kleidung in der Antike                                          |      | Mode, die von den Römern, Griechen, Ägyptern oder anderen antiken Hochkulturen getragen wurde. | |
| Kleidung im Mittelalter                                         |      | Mode, die im Mittelalter getragen wurde. | |
| Kleidermode der Renaissance und der Reformation                 |      | Das 16. Jahrhundert, das Zeitalter der Renaissance und der Reformation und Zeit des geistigen Umschwungs, brachte auch eine Umgestaltung in der Tracht.                                                                                                 | Das Kostüm sollte den Körper nicht mehr eng umhüllen, sondern eine bequeme Bewegung gestatten und im Gegensatz zur früheren Zeit frei und würdevoll zugleich erscheinen. Das Vorbild bot die Tracht der Landsknechte mit ihrem Merkmal der Schlitzung und Fütterung. |
| Kleidermode des Barock                                          |      | Am Ende der Renaissance verbreitete sich in Europa die Spanische Kleidermode, in den 1620er Jahren durch die Kleidermode zur Zeit des Dreißigjährigen Krieges abgelöst. Seit den 1660er Jahren verbreitete sich die Französische Kleidermode in Europa. | |
| Kleidermode des Rokoko                                          |      | Hauptausgangspunkt der Modeentwicklung war bis um 1760 der französische Königshof in Versailles, an dem sich die Mode in ganz Europa orientierte. | |
| Kleidermode der Revolutions-, der Directoire und der Empirezeit |      | Nachfolgemoden des Rokoko. Die Revolutionsmode dauerte von 1789 bis 1795, das Directoire umfasste die Zeitspanne von 1796 bis 1804 und wurde dann von der Empiremode abgelöst, die 1820 zu Ende ging.                                                   | Diese Kleidungsepochen waren wie die Politik dieser Zeit außergewöhnlich kurz und schnelllebig, gingen nicht fließend ineinander über und endeten teilweise abrupt von einem Jahr zum anderen.                                                                       |
| Kleidermode der Restauration und des Biedermeiers               |      | In der Zeit der Restauration änderte sich auch die Damenmode, und es setzte ab etwa 1820 eine Rückbesinnung auf alte Formen ein. | |
| Kleidermode der Gründerzeit bis 1900                            |      | In der zweiten Hälfte des 19. Jahrhunderts verringerte sich insgesamt gesehen der modische Aufwand. Dafür setzte in der Gründerzeit nach dem Deutsch-Französischen Krieg1870–1871 ein schneller Wandel ein.                                             | Weite und enge, lange und kurze Röcke, hohe und niedrige Frisuren, große und kleine Hüte kamen und gingen. |
| Mode im Nationalsozialismus                                     |      | Modestil für Männer und Frauen im Nationalsozialismus. | |

## Liste nach Name des Modestils
| Name                         | Bild | Entstehung und Hintergrund | Beschreibung | Besondere Merkmale |
| ---------------------------- | ---- | --- | --- | --- |
| Androgynie                   |      | Im Rahmen von Frauenbewegungen seit dem 19. Jahrhundert entstanden. | Männliche und weibliche Merkmale werden in der Mode vereinigend. | |
| Altdeutsche Tracht           |      | Zwischen 1813 und 1815 in Deutschland aufgekommene Kleidermode, die während der Befreiungskriege als Ausdruck des antifranzösischen deutschen Nationalgefühls großen Anklang bei Frauen und Männern verschiedener Gesellschaftsschichten fand. Diese Mode galt als so provokativ und aufrührerisch, dass sie von den Behörden während der Demagogenverfolgungen teilweise verboten wurde, etwa in den Karlsbader Beschlüssen.                                                                                                | Diese neue Mode sollte sich gegen den noch vorherrschenden Empire-Stil durchsetzen, der als „französische Modetorheit“ bezeichnet wurde. Die neue Mode baute auf den Elementen der Zeitmode auf und ergänzte sie durch Reminiszenzen an das 16. Jahrhundert, das Zeitalter der Reformation und Martin Luthers, das als typisch deutsch empfunden wurde.               | geschlitzte und gepuffte Ärmel, Halskrausen für Damen, für Herren langer, eng anliegender Rock, weit geschnittene Hosen, großes, samtenes Barett, Schwarze Kleidung, Uniformfarben von Freikorps während der Befreiungskriege, ungepflegte Haar- und Barttracht. |
| Blueserszene                 |      | In den 1960er Jahren erlangte der Blues in der DDR zunehmend offiziell Anerkennung. Neben traditionellen Jazzliebhabern begannen sich auch rockbegeisterte Jugendliche für den Blues zu interessieren. Ihren Höhepunkt erreichte die Blueser- oder Kundenszene zum Ende der 1970er Jahre. | DDR-spezifische Jugendkultur bzw. eine Gegenströmung zur „offiziellen“ Jugendkultur in der DDR. Ihr Leitsatz waren die Ideale aus der westlichen Hippie-Bewegung wie Freiheit, Authentizität und Nonkonformismus. Der Szene gehörten mehrheitlich junge Facharbeiter, aber auch Oberschüler und Studenten an.                                                         | lange Haare, Vollbart, Jeanshose und -jacke, Parka, langer wallender Rock oder Kleid, gebatikte T-Shirts, gefärbte historische Unterkleider, Nachthemden und Latzhosen, Fleischerhemd, Jesuslatschen, Tramperschuhe, selbst genähte Hirschbeutel, Nickelbrille. |
| Boho-Chic                    |      | Basiert auf Einflüssen der Hippies und der Bohème, ab den frühen 1990er Jahren, Höhepunkt 2005 in England und USA, auch bobo chic, | Beispiele sind Sienna Miller, Kate Moss und Mary-Kate Olsen im genannten Zeitraum. | weit geschnittene, meist lange und weiße Röcke, Pelzjacken, bestickte Tuniken, kurz geschnittene Jacken, große Gürtel, Stiefel aus Schafleder und Cowboystiefel, aufgebauschte Cardigans und „hobo bags“ genannte Handtaschen. |
| Büro- und Geschäftskleidung  |      | | Kleidungsstil, der in Büros und im Geschäftsbereich getragen wird, insbesondere Anzüge, Hosenanzüge und Kostüme. | |
| Clubwear                     |      | Spezifische Kleidungsstile, die speziell von Disco- oder Clubgängern getragen wurden, gibt es seit der Disco-Welle der 1970er-Jahre (z. B. Saturday-Nightfever). Eine eigenständige Techno-Mode und -Ästhetik entwickelte sich seit Ende der 1980er-Jahre. Mit dem Aufschwung der Technoszene fanden diese Stilrichtungen Anfang der 1990er-Jahre zunehmende Verbreitung. | Englisch-sprachiger Begriff für Club- und Discomode. Es entwickelten sich eigene Disco- und Clubkulturen mit eigenen Kleidungsstilen bzw. üblichen Dresscodes. | |
| Cyberpunk                    |      | | Modelstil, der sich futurischen Themen bzw. dem Cyberspace widmet. | |
| Emo                          |      | Jugendkultur und Modeerscheinung der 2000er und 2010er Jahre | Lebenseinstellung, in der Gefühle, Weltschmerz und Freundschaft eine große Rolle spielten und nicht versteckt wurden. | Emo wurde modisch insbesondere mit schwarzen Haaren und schwarzer Kleidung, Skinny-Jeans, Karomuster und Nietengürteln in Verbindung gebracht. |
| Ethical Fashion              |      | Seit Ende der 1980er Jahre bis Anfang der 1990er Jahre | Begriffsneuschöpfung, die ein Konzept ethisch und ökologisch korrekter industrieller Kleidungsfertigung bezeichnet. Ähnlich wie social fashion, eco fashion oder Öko-Modeversucht ethical fashion eine Symbiose von Mode mit humaner Fertigung und Umweltverträglichkeit.                                                                                             | |
| Flapper                      |      | Die Flapper entstand in der Zeit der amerikanischen Prohibition. | In den 1920er Jahren bezeichnete der Ausdruck Flapper (engl.: jemand, der flattert) junge Frauen, die kurze Röcke und kurzes Haar trugen, Jazz hörten selbstbewusst auftraten, sich schminkten, hochprozentigen Alkohol tranken und rauchten. | Die Kleider waren glatt und hingen lose am Körper, die Arme blieben unbedeckt, und die Gürtellinie rückte auf Hüfthöhe. |
| Gothic-Mode                  |      | Ging Anfang der 1980er Jahre aus dem Punk- und New-Wave-Umfeld hervor und hat sich aus mehreren Splitterkulturen zusammensetzt. Sie existierte in den 1980er und 1990er Jahren im Rahmen der Dark-Wave-Bewegung und bildete bis zur Jahrtausendwende den Knotenpunkt der sogenannten Schwarzen Szene. | | Blass geschminkte Gesichtsfarbe, schwarze Kleidung, Kleidungsstücke, wie Strumpfhosen oder Netzhemden, werden absichtlich mit Rissen oder Löchern versehen. |
| Ganguro                      |      | Ganguro ist ein Trend bei japanischen Frauen der aus Shibuya, einem Jugendviertel in Tokio, stammt. | Der Begriff stammt von den japanischen Worten gan (Gesicht) und kuro (schwarz), weitere Bezeichnungen sind Orange Girls nach dem orangen Hautton durch übermäßigen Gebrauch von Selbstbräuner oder Egg Girls nach dem japanischen Mädchenmagazin Egg. | stark gebräunte Haut, helles Augenmakeup und pastellfarben geschminkte Lippen, hell gebleichte Haare. |
| Girlie                       |      | Der Girlie-Stil entwickelte sich in den 1990er Jahren. | europäische Jugend- und Subkultur der 1990er Jahre bzw. der Generation Y | Kleidung und Schuhe, die viel Bewegungsfreiheit erlaubten. |
| Gyaru                        |      | Das Wort breitete sich in den 1970er Jahren aus. | Gyaru bezeichnet modebewusste junge Frauen, ein Stilvariante ist Kogal. | auffälliges Make-up und Frisur |
| Hippie                       |      | Entstand in den 1960er Jahren in den USA und lehnt sich an den vorher bekannten Hipster-Stil an. | Gegenkulturelle Jugendbewegung der 1960er Jahre. | Durch Eigenproduktion mittels Nähen, Färben und Stricken setzte man sich von der Konsumgesellschaft ab. |
| Hip-Hop oder Street fashion  |      | Hat Ursprünge in den afroamerikanischen Ghettos New York Citys der 1970er-Jahre, mittlerweile weltweit verbreitet | | Sehr weite, tiefhängende Hosen (Baggy Pants), starkes Markenbewusstsein, helle, farbenfrohe Kleidung, weiße Sneaker, Übergrößen (T-Shirts bis zu 9XL), Schlüsselband, außen getragene Ketten, auffällige funkelnde Ohrstecker, Bandana, Kappen, auffällige Ringe |
| Hipster                      |      | in den 2010er Jahren aufgekommene Bezeichnung, die der gleichnamigen avantgardistischen Subkultur des mittleren 20. Jahrhunderts entlehnt ist. | Junge Erwachsene der urbanenMittelschicht. | |
| Incroyables et merveilleuses |      | Die Freiheiten nach der Französischen Revolution wurden von einer Klasse von Neureichen genutzt, die sich selbst Incroyables et les Merveilleuses nannten. | Sie übertrieben ihre Mode und ihre Aussprache so sehr, dass satirische Schrifte, Liedern und Karikature entstanden. | besonders auffällige Kleidung, blonde Perücken, die bisher verboten waren. |
| Krinolinenmode               |      | durchgehende Epoche von 1842 bis etwa 1870 | Krinoline | Unterrock aus mit Rosshaar verstärktem Gewebe. Der Rock erhielt dadurch eine Kuppelform, die die Mode bis in die 1860er Jahre bestimmte. |
| Lolita-Mode                  |      | aus Japan stammend, basiert auf dem viktorianischen Stil sowie Kleidung aus dem Rokoko | bauschige, durch Petticoats unterstützte knielangen Röcke oder Kleider, oft mit Rüschen und Spitze verziert | Mary Jane-Spangenschuhe, Plateauschuhe, Ponyschnitt, Headpieces (spitzenbesetzte Bänder), Bonnets (Häubchen), Schleifen, Blumen oder absichtlich schief sitzende Mini-Zylinder, mit Spitze oder Rüschen besetzte Regen- oder Sonnenschirme, kleine Handtaschen, Puppen, seltener Fächer oder Plüschtiere. |
| Mode à la grecque            |      | Von 1794 bis 1811 in der Zeit des Directoire und Empire | Bezeichnet man in der Mode des Directoire und Empire eine sich an antike Vorbilder stark anlehnende Frauenmode. Man sprach zwar von Nackter Mode, tatsächlich trug man jedoch Unterkleider bzw. vor allem in Frankreich fleischfarbene Trikots. | Kennzeichnend sind Chemisen, Hemdkleider aus fast durchsichtigem Musselin mit einer sehr hoch angesetzten Taille, einem freizügigen Dekolleté und kurzen Ärmeln. Da Musselin bzw. die seltener verwendete Seide sehr teure Stoffe waren, war die Mode auf wohlhabendere Kreise beschränkt. |
| New Look                     |      | Nachkriegszeit und besonders den 1950er Jahren | Bezeichnet den vorherrschenden Stil in der Damenmode in der Nachkriegszeit und besonders den 1950er Jahren. | Charakteristisch war eine enge Taille und schmale Schultern – somit also eine Betonung der Brüste – sowie ein weiter, wadenlanger Rock. |
| New Romantic                 |      | Musik- und Modewelle, die etwa von 1978 bis 1982 populär war. Sie hatte ihren Ursprung in Großbritannien und wurde als überwiegend britisches Phänomen als ein Teil des früheren New Wave betrachtet. | Die Modewelle beschränkte sich im Wesentlichen auf das äußerliche Erscheinungsbild, bestehend aus Bekleidung, Frisur und Kosmetik. Allgemein wurde New Romantic auch mit Musik in Verbindung gebracht. | |
| Normcore                     |      | Seit Ende der 2000er Jahre. Kofferwort aus den englischen Begriffen normal und hardcore | Unisex-Modetrend, der sich durch unauffällige, durchschnittliche Kleidung auszeichnet. | Normcore-Kleider sind alltägliche Casual-Kleidungsstücke wie T-Shirts, Kurzarmhemden, Hoodies, Jeans- oder Chinohosen. Elemente wie Krawatten oder Blusen gehören nicht zum Normcore-Stil. |
| Pelzmode                     |      | Felle, Pelze und Pelzwaren wurden lange zu den frühesten Waren des Welthandels gezählt. Die Nachfrage nach Pelzbekleidung hat sich seit Ende des 20. Jahrhunderts erheblich nach Asien verlagert. | Kleidung und Accessoires aus Fellen | |
| Preppy                       |      | Seit den 1980er Jahren, Schüler weiterführender „Preparatory schools“ im englischen Sprachraum | Ähnlich dem Popper-Stil der 1980er Jahre. | Polohemden, Tweedanzüge, Blazer im Schuluniform-Look, Cordjacken mit Ellenbogenschonern, Button-down-Hemden, Chinohosen, Mokassins, Monogramme und Wappen, Hornbrille, Chronograph, schmale Gürtel, Designelemente aus dem Segelsport, klassische Muster wie Karo-, Streifen- und Rautenmuster, Argyle-Muster, hochwertiges Material (zum Beispiel Kaschmirwolle). |
| Popper                       |      | Die Jugendbewegung breitete sich 1979, von Hamburger Gymnasien ausgehend, während der ersten Hälfte der 1980er Jahre aus. | Mitglieder einer deutschen Jugendkultur in Westdeutschland, West-Berlin und der DDR der ersten Hälfte der 1980er Jahre. In Österreich bezeichneten sie sich auch als Snob. | teure Modemarken |
| Punk                         |      | Seit den 1970er Jahren im angloamerikanischen Raum im Rahmen der Punk-Bewegung. | Verwendung zweckentfremdeter Alltagsgegenstände als Kleidungsstücke oder Schmuck (z. B. Sicherheitsnadeln oder Hundehalsbänder), zerschlissene Anzüge mit Sicherheitsnadeln und Ansteckern (Buttons), dazu Creepers, auffällige Socken und Sonnenbrillen, individuelle, selbstgestaltete T-Shirts, oft zerrissen, oder auffällig gestaltete Hemden unter dem Jackett. | → Hauptartikel : Punk#Szenetypische Erscheinung |
| Reisfeld                     |      | Seit der Tang- und Ming-Zeit | Designstil, inspiriert durch die verschiedenen geometrischen Formen der Reisfelder (dreieckig bis quadratisch, rautenförmig bis rechteckig). | |
| Reformkleidung               |      | Zweite Hälfte 19. Jahrhundert | Reformkleidung wurde im Zuge der sogenannten Lebensreform aus gesundheitlichen oder emanzipatorischen Gründen propagiert. | |
| Rockabilly                   |      | Sie entstand Mitte der 1950er Jahre, als junge, hauptsächlich weiße Musiker in den amerikanischen Südstaaten den schwarzen Rhythm & Blues auf ihre Art und mit den ihnen vertrauten Instrumenten neu interpretierten und mit Country-Musik vermischten. | Stilmerkmale der 1940er und 1950er Jahre | für Männer ausladende Haartollen mit Pomade und langen, seitlichen Koteletten, enge Jeans oder schwarze Stoffhosen mit Creepers tragen, für Frauen Tellerröcken mit Petticoats |
| Rocker-Kleidung              |      | 1960er Jahre | (Jugend-)Subkultur, die vor allem mit leidenschaftlichen Motorradfahrern in Verbindung gebracht wird | Die britischen Rockers zeigen charakteristische Kleidung (Lederjacken, Jeans) und eine Vorliebe für Rock ’n’ Roll und Rockabilly. |
| Romantik-Look                |      | Der Romantik-Look ist mit dem Retro-Look verwandt. In Deutschland hat 2005/2006 die Telenovela Sophie – Braut wider Willen den „Prinzessin-Stil“ als eine Hommage an märchenhafte Kleider, Frisuren und süß wirkende Pastellfarben sowie altmodische Blumendekore der Allgemeinheit nahegebracht. | Designrichtung in der Damenmode, bei der verspielte, „süße“ und märchenhafte Elemente betont werden, die romantische Stimmung (die sogenannte „heile Welt“), Unschuld und Verführung stilisieren sollen. | Zarte Farben in Pudertönen wie hellrosa, creme oder lila, Pailletten, Glasperlen, Samtborten, Zierstickereien, oft maskuliner Kontrapunkt, beispielsweise graue oder schwarze Garderobe aus grober Wolle oder Elemente des Military-Look, Elemente der Trachtenmode. |
| Steampunk                    |      | Vorläufer ab den 1980ern | basiert auf der Modes des Viktorianischen Zeitalters, ergänzt durch Elemente, welche der Steampunk-Fiktion entstammen. Dies können z. B. ein Handy oder eine Fotokamera im Steampunk-Stil sein. | → Hauptartikel : Steampunk#Mode & Kleidung |
| Sans-Ventre-Linie            |      | um 1900 bis 1906/1907 | Enges, steifes Korsett (Sans-Ventre-Korsett) erzielte Körperform, die den Bauch optisch verschwinden ließ (sans ventre, französisch für „ohne Bauch“), die Hüften nach hinten drückte und dem Körper von der Seite gesehen eine S-Form (daher auch S-Korsett oder S-Linien-Korsett) und eine stets leicht nach vorne gebeugte Haltung verlieh.                        | |
| Schellentracht               |      | Wurde bereits seit dem 10. Jahrhundert von vornehmen Leuten getragen und im zweiten Viertel des 14. Jahrhunderts auch in den Städten aufkam und sich trotz aller Luxusgesetze bis über die Mitte des 15. Jahrhunderts erhielt. | Eine bei Männern und Frauen übliche Stutzertracht. | |
| Spanische Kleidermode        |      | Mode der ausgehenden Renaissance und des spanischen Barocks, der Zeit zwischen 1500 und dem Dreißigjährigen Krieg. Sie war geprägt von dem Gedanken der Gegenreformation, der Bewegung, mit dem die katholische Kirche und die katholisch geführten Staaten, darunter Spanien, die Reformation bekämpften. Am Spanischen, wie auch am Wiener Hof, war die spanische Hoftracht bis in den Hochbarock zeremoniell (spanisches Hofzeremoniell).                                                                                 | schmale Krause um Hals und die Handgelenke, wobei die Halskrause im Laufe der Zeit immer breiter und steifer wurde | Mann: Gansbauch-Wams. Die Heerpauke genannte Hose bedeckte den halben Oberschenkel, weit oben angesetzte Taille, Trikothosen, die das Bein vom Fuß bis zum halben Oberschenkel eng umschlossen, enganliegenden, bis zum Knöchel reichenden Schnallenschuhen, hohe Reitstiefel aus weichem Leder, kurzes Haar, steifes Samt-Barett, ab 1570 hartgepreßter Seidenhut mit Krempe Frau: bis zum Hals geschlossene Kleider mit Puffärmeln, die an den Hüften breit abstand und durch ein Korb- oder Drahtgestell glatt gehalten, senkrecht bis auf die Erde fielen (Vertugade), Busen durch Polsterungen versteckt, flachgeschnürtes, vorn in eine Spitze auslaufendes Leibchen, Reifrock, sichtbare Unterkleider, aufgestecktes Haar, Hütchen mit Krempe, kurzes Mäntelchen, Handschuhe, Fächer und Spitzentaschentuch, Perlenschmuck an jedem erdenklichen Kleidungsstück, Ringe, Diademe, Brustketten und wertvolle Anhänger. |
| Streetwear                   |      | städtische Freizeitkleidung | Umfasst verschiedene Stilrichtungen: Sportswear | Skatewear: Skateboarding-Kleidung wie bedruckte T-Shirts oder Kapuzenpullover (beispielsweise der Bekleidungsfirma Stüssy), Baseballcaps und Sneaker oder Skateschuhe |
| Skinhead                     |      | Zu Beginn der 1970er-Jahre, in der Langhaarfrisuren zur Mode gehören, eine Kurzhaarfrisur, bei der die Kopfhaut durchscheint. | Sammelbezeichnung für alle Angehörigen der Skinheadszene | - kurz bis kahl geschorenen Köpfe - Stiefel, die Sicherheitsschuhen ähneln (in der Szene oft Boots genannt, Englisch für Stiefel, keine – wie oft angenommen – Springerstiefel) - Bomber-, Harrington- oder Donkeyjacken |
| Trachtenmode                 |      | Seit den 1940er Jahren | Modische Bekleidung, die sich an Tracht anlehnt | |
| Vierfibeltracht              |      | Wurde von westgermanischen Frauen zwischen dem 5. und dem 7. Jahrhundert getragen. | Frühmittelalterlicher Bekleidungsstil, der von westgermanischen Frauen zwischen dem 5. und dem 7. Jahrhundert getragen wurde. Ihren Namen verdankt diese Tracht der Tatsache, dass sie gewöhnlich mit zwei in ihrer Form unterschiedlichen Fibelpaaren getragen wurde.                                                                                                | - Das Tunikakleid wurde über ein langärmeliges Unterkleid gezogen und mit einem Gürtel über der Hüfte getragen. - Die paarig getragenen Bügelfibeln, die ursprünglich die Frauenoberkleidung an den Schultern zusammenhielten, verloren in der Vierfibeltrachtzeit ihre praktische Funktion. - Das neue Tunikakleid war an den Schultern vernäht. |
| Western                      |      | funktionale Arbeitskleidung der Mode des 19. Jahrhunderts in Nordamerika | Mode die sich an der Kleidung von Cowboys orientiert. | grobe Hosen mit Hosenträgern, Gilet, Halstücher, Cowboyhut, Cowboystiefel |
| Zatteltracht                 |      | - Im 13. Jahrhundert erstmals aufgekommen. - Gegen die Mitte des 14. Jahrhunderts wurden die vorher verächtlich gemachten Zatteln, zugleich mit der Schellentracht und den Schnabelschuhen, auch von den vornehmen Ständen getragen. Auch der „Volksheld“ Till Eulenspiegel (ca. 1300–1350) wird meist in dieser Tracht dargestellt. - Zu Anfang des 15. Jahrhunderts erreichte diese Mode ihren Höhepunkt, um 1470 war sie dann ganz verschwunden und wurde nur noch auf Jahrmärkten von Spaßmachern und Gauklern getragen. | Eine im 13. Jahrhundert aufgekommene Mode, bei der die männliche Bekleidung in lange Zacken oder Streifen (so genannte Zatteln) geschnitten oder mit Zatteln besetzt war. | männliche Bekleidung in lange Zacken oder Streifen (so genannte Zatteln) geschnitten oder mit Zatteln besetzt |